# Weta
A weta elnevezés több mint 70 új-zélandi rovarfaj összefoglaló elnevezése, melyek az Anostostomatidae és Rhaphidophoridae családokhoz tartoznak. A weták ősei valószínűleg az alsó kréta földtörténeti korban alakultak ki, a fosszilizálódott maradványok tanúsága szerint Ausztráliát és Ázsia egy részét is benépesítették, napjainkra azonban csak Új-Zélandon és Óceánia szigetvilágának egy részén maradtak fenn. A weta elnevezés a maori nyelvből származik.

## Általános jellemzőik
A weták a világ legnagyobb és legsúlyosabb rovarjai közé tartoznak. Megjelenésüket tekintve leginkább a szöcskékhez és tücskökhöz hasonlítanak, ezektől azonban megkülönbözteti őket nagyon megnyúlt és tüskés hátsó lábuk. A weták többsége ragadozó, kisebb rovarokkal táplálkozik, egyes fajok azonban zuzmókat, leveleket, virágokat és gyümölcsöket fogyasztanak. Éjszaka aktív rovarok.

## Élőhely, elterjedés
A weta fajok többsége napjainkban Új-Zéland szigetein él, de előfordulnak Új-Kaledónia szigetén és a Chatham-szigeteken is.
Élőhelyük változatos, egyaránt előfordulnak alpesi környezetben, erdőkben, mezőkön, barlangokban, de az emberi településeket is kedvelik, ahol ugyanazt a szerepet töltik be mint az egerek és a patkányok.

## Weta fajok

### Óriás weták

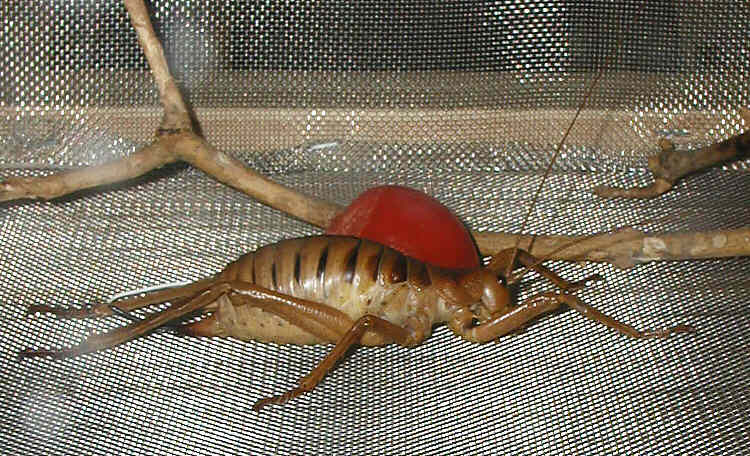
Knights óriás weta (Deinacrida fallai)

Az óriás weták (Deinacrida spp.) közé 11 faj tartozik. A legnagyobb weta fajok, hosszúságuk elérheti a 100 mm-t, súlyuk 20 - 30 g között mozog. Az óriás weták közül legnagyobbra növő faj a Kis-Barrier-szigeti weta (Deinacrida heteracantha), az egyik fogságban tartott példány elérte a 70 g testsúlyt, ezzel a valaha élt (és feljegyzett) legsúlyosabb rovarként került be a rekordok könyvébe.

### Fa weták

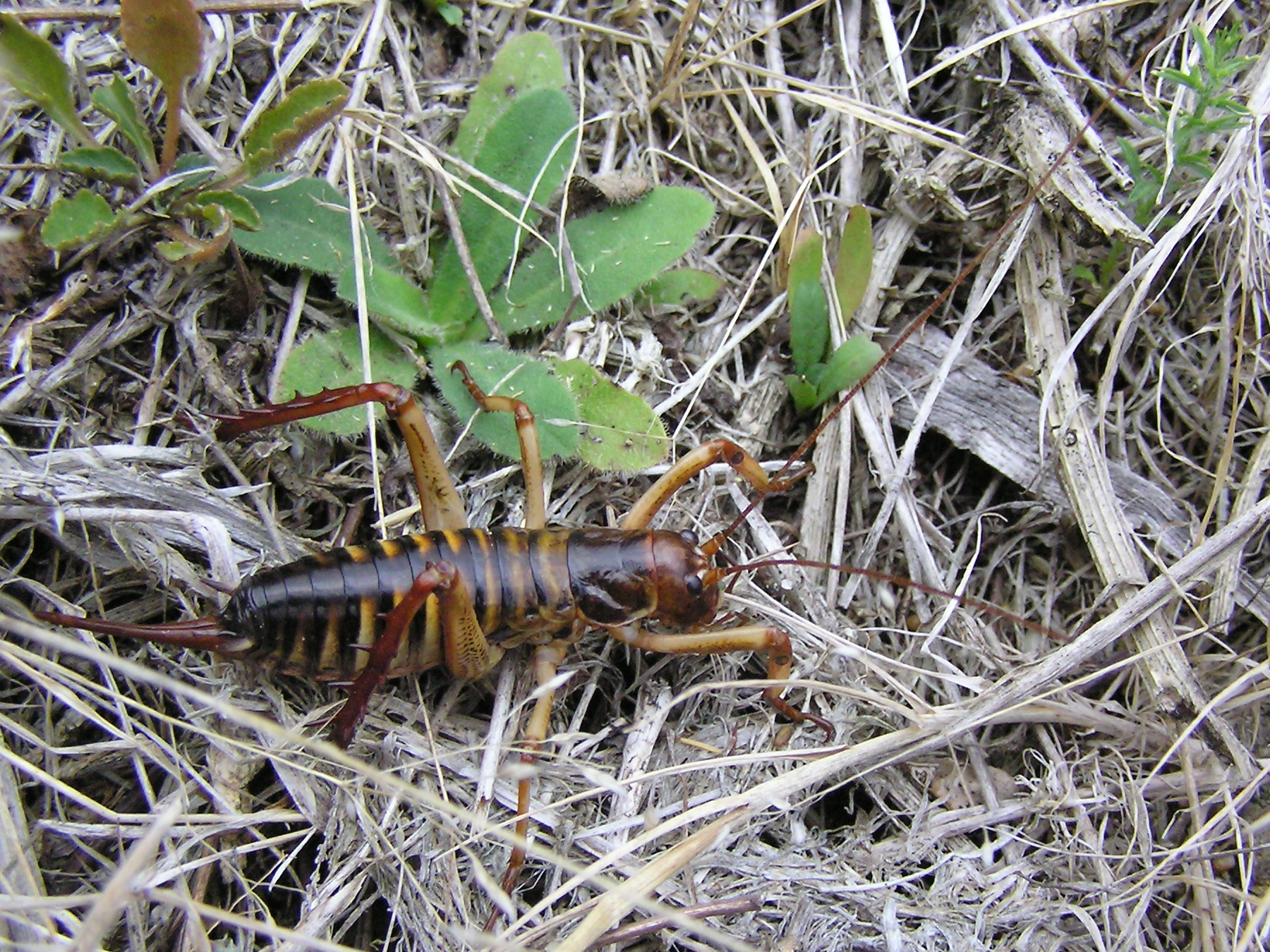
Nőstény Wellington fa weta (Hemideina crassidens).

A fa weták közé hét faj tartozik, amelyek kizárólag Új-Zéland északi szigetén és a déli sziget északi illetve középső részén fordulnak elő. Mint nevük is mutatja, elsősorban faüregekben élnek, növényi anyagokkal és kisebb rovarokkal táplálkoznak. A fa weták közepes méretűre, átlagosan 40 mm hosszúságúra nőnek. A hím weták a nőstényeknél nagyobbakra nőnek és kifejlettebb rágószervvel is rendelkeznek.
A fa weták előszeretettel választják lakóhelyül a városok zöldövezeteit, alapjában véve békés állatok, de ha veszélyben érzik magukat, harapnak, harapásukkal pedig fertőzéseket is továbbíthatnak az emberi szervezetbe.
A hét fa weta faj a következő:
- Az aucklandi fa weta, vagy a maori bennszülöttek nyelvén tokoriro (Hemideina thoracica) Új-Zéland északi-szigetén fordul elő.
- A Wellington fa weta (Hemideina crassidens) Új-Zéland déli szigetének északi és északnyugati részén fordul elő.
- A Hemideina trewicki kizárólag a Hawke's Öböl térségében fordul elő.
- A Hemideina femorata a déli sziget középső területeinek lakója-
- A Hemideina ricta már kizárólag a Banks-félszigeten fordul elő, veszélyeztetett faj.
- A Hemineida broughi a déli sziget nyugati, tengerparti részének bozótosaiban fordul elő.
- A Hemineida maori a déli sziget magas hegyvidékein fordul elő, a többi fa weta fajtól eltérően kövek között, üregekben él.

### Agyaras weták

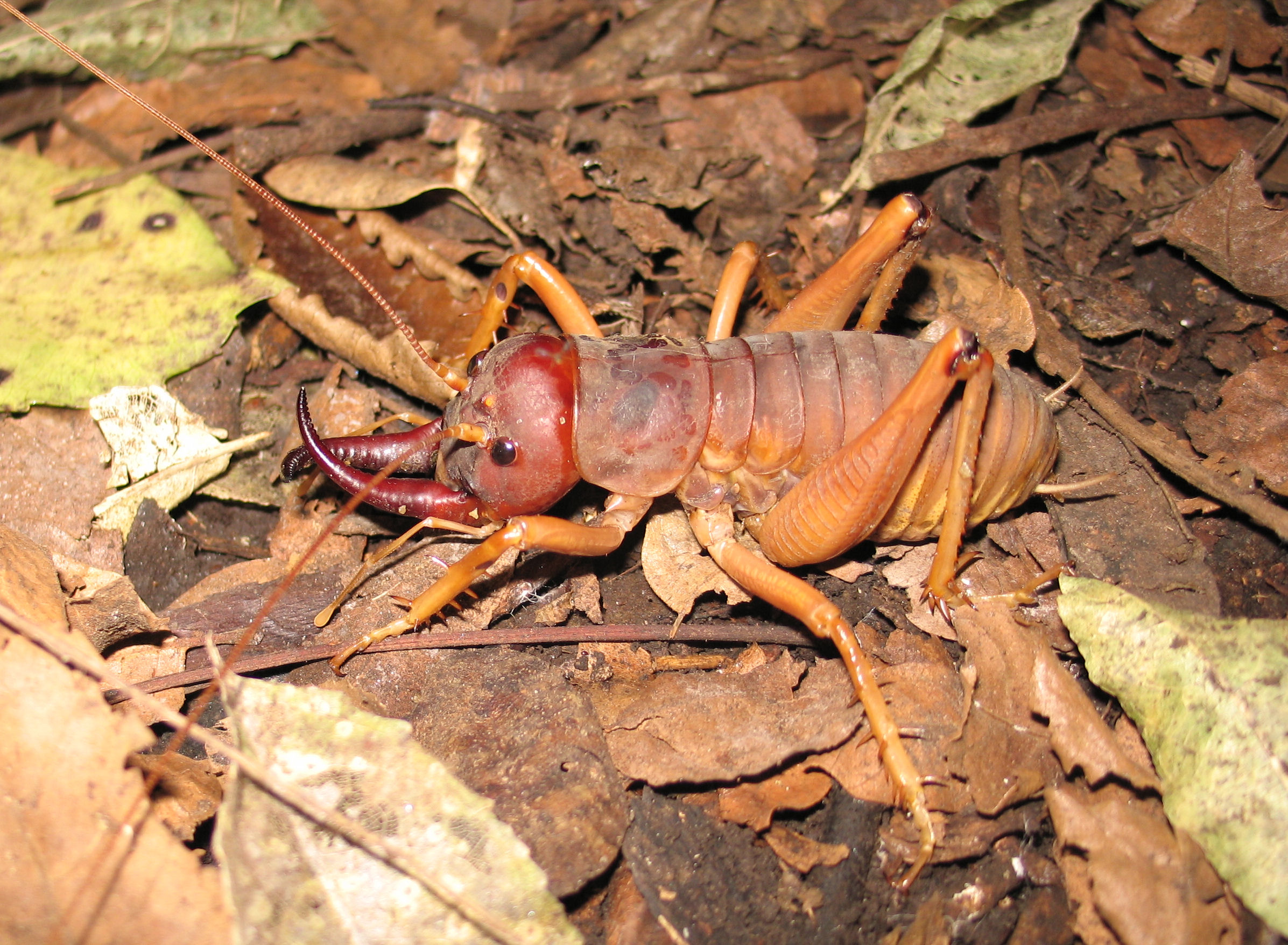
Mercury-szigeteki agyaras weta (Motuweta isolata).

Az agyaras weták elnevezésüket a hímek rágószerveit védő agyarszerű képződményről kapták, melyet a riválisaik elleni harcra használnak. A nőstények nem rendelkeznek "agyarakkal". Az agyaras weták kizárólag ragadozók, földigilisztával és kisebb rovarokkal táplálkoznak. Az agyaras weták közé három faj tartozik, az északi agyaras weta (Anisoura nicobarica), mely a fa wetához hasonlóan faodúkban él, a mercury-szigeteki agyaras weta, mely földbe vájt odúkban él, odúját falevelekkel álcázza, illetve a Raukumara agyaras weta (Motuweta riparia), mely kizárólag a Raukumara-hegy környékén fordul elő.
A mercury-szigeteki agyaras wetát 1970-ben, a Raukumara agyaras wetát 1996-ban fedezték fel. A helyi zoológusok véleménye szerint az új-zélandi szigetvilágban még több, máig nem azonosított agyaras weta faj is előfordulhat.
A mercury-szigeteki agyaras weta a legveszélyeztetettebb weta faj, megmentésére jelentős természetvédelmi erőfeszítések zajlanak.

### Földi weták
A földi weták közé mintegy 40 faj tartozik. Új-Zéland mindkét szigetén, illetve a környező szigetvilágban is előfordulnak. Mint nevük is mutatja, földbe vájt üregekben élnek, táplálékukat, mely más rovarokból és gyümölcsökből áll, éjszaka szerzik be.

### Barlangi weták
A barlangi weták közé mintegy 60 faj tartozik, elterjedési területük elsősorban a barlangokra terjed ki, de előfordulhatnak magasabban fekvő erdőkben és alpesi környezetben is. A barlangi wetákra a hosszú, karcsú hátsó lábak és a nagyon hosszú csápok jellemzőek.

## Természetvédelmi helyzetük
A weták természetes ellenségei az emberek betelepedése előtt csak egyes madárfajok, elsősorban a weka és a kivik, illetve a denevérek voltak. Az emberrel együtt betelepülő házi macskák, kutyák, patkányok és sündisznók azonban jelentősen megtizedelték a weta állományt, napjainkban 16 weta fajt tartanak nyilván veszélyeztetettként. Megmentésükre az 1970-es években indítottak természetvédelmi programot.